# Паруса X-1
Это статья о рентгеновской двойной. О пульсаре в остатке сверхновой см. статью Пульсар в Парусах.

Паруса X-1 (лат. Vela X-1) — массивная рентгеновская двойная система, состоящая из пульсара и нормальной звезды — сверхгиганта HD 77581 (или же GP Vel). Она расположена в созвездии Парусов на расстоянии около 6200 световых лет от Солнца.
Система Паруса X-1 является затменно-переменной: примерно раз в 9 дней интенсивность рентгеновского излучения уменьшается из-за того, что нормальная звезда заслоняет пульсар при движении по орбите. Известно всего семь таких затменно-переменных рентгеновских систем. Они интересны тем, что позволяют непосредственно измерить массу входящей в их состав нейтронной звезды — пульсара.
Согласно измерениям, пульсар Парусов X-1 является одной из самых массивных нейтронных звёзд, открытых на данный момент. Он имеет массу не менее 1,88 ± 0,13 солнечных масс.
Рентгеновский источник Паруса X-1 был открыт в 1967 году, вскоре была обнаружена переменность его излучения. Нормальная звезда, входящая в состав системы, была идентифицирована в 1972 году.